# Mausoleul lui Mohammed al V-lea
Mausoleul lui Mohammed al V-lea este un mormânt regal situat în Rabat, capitala Marocului. Acesta este situat pe esplanada Turnul Hassan cu vedere către gura de vărsare a râului Bouregreg. Mausoleul găzduiește mormintele regelui Mohammed al V-lea - fostul sultanul Sidi Mohammed ben Youssef - și ale fiilor săi, prințul Moulay Abdallah și regele Hassan al II-lea. Proiectat de arhitectul vietnamez Eric Vo Toan Vietnam, a fost construit între 1961 și 1971, 10 ani de lucrări în care au colaborat 400 de meșteri marocani. Clădirea este caracterizată prin stilul său arab-andaluz tradițional în conformitate cu arta tradițională marocană.
Din 2012, face parte din ansamblul siturilor din Rabat înscrise pe lista Patrimoniului Mondial UNESCO.

## Istoria
Sultanul Sidi Mohammed Ben Youssef, de asemenea, cunoscut sub numele de regele Mohammed al V-lea (după independență), a fost un monarh foarte apreciat de poporul marocan, fiind popular pentru refuzul de a aplica legile anti-evreiești ale regimului de la Vichy, protejând astfel 400.000 de evrei marocani. Este considerat „părintele națiunii marocane moderne“ și una dintre figurile-cheie ale negocierilor pentru independența Marocului. Sultanul a fost exilat în 1953, în Corsica și apoi în Madagascar pentru sprijinirea mișcărilor de independență ale Istiqlal în țară. Aceasta decizie a protectoratului francez a fost cauza valurilor de violență care au dus la revenirea regelui în 1955 și la independența regatului în 1956.

## Rugăciuni la întoarcere și anunțul independeței
Întors din Madagascar, sultanul a făcut primele rugăciuni de vineri după independența Marocului pe esplanada celebrului Turn Hassan, care se afla în prezent în fața mausoleului. Cu această ocazie, sultanul a anunțat în mod oficial independența poporului marocan. Așa a fost ales locul de construcție al mormântului, acest loc având, astfel, o mare importanță simbolică pentru marocani.

## Arhitectură și construcție
Mausoleul a fost construit în stil tradițional arabo-musulman pe o suprafață de 1500 de metri pătrați. La exterior, monumentul este construit din marmură italiană albă și acoperit cu un acoperiș piramidal cu gresie verde, precum verdele stelei de pe steagul marocan, simbol al regalității alauite. Pereții sunt realizați la interior cu caligrafie coranică și acoperite cu mozaic tradițional. Cupola este făcuta din cedru de Atlas acoperit cu foiță aurită și din mahon pictat; sub cupolă se află sarcofagul regal de onix alb pakistanez care conține rămășițele lui Mohammed al V-lea (1909-1961). În colțuri se găsesc mormintele prințului Moulay Abdellah (1935-1983), cel mai tânăr fiu al lui Mohammed al V-lea, și al fratelui lui, Hassan al II-lea, regele Marocului în perioada 1961-1999.

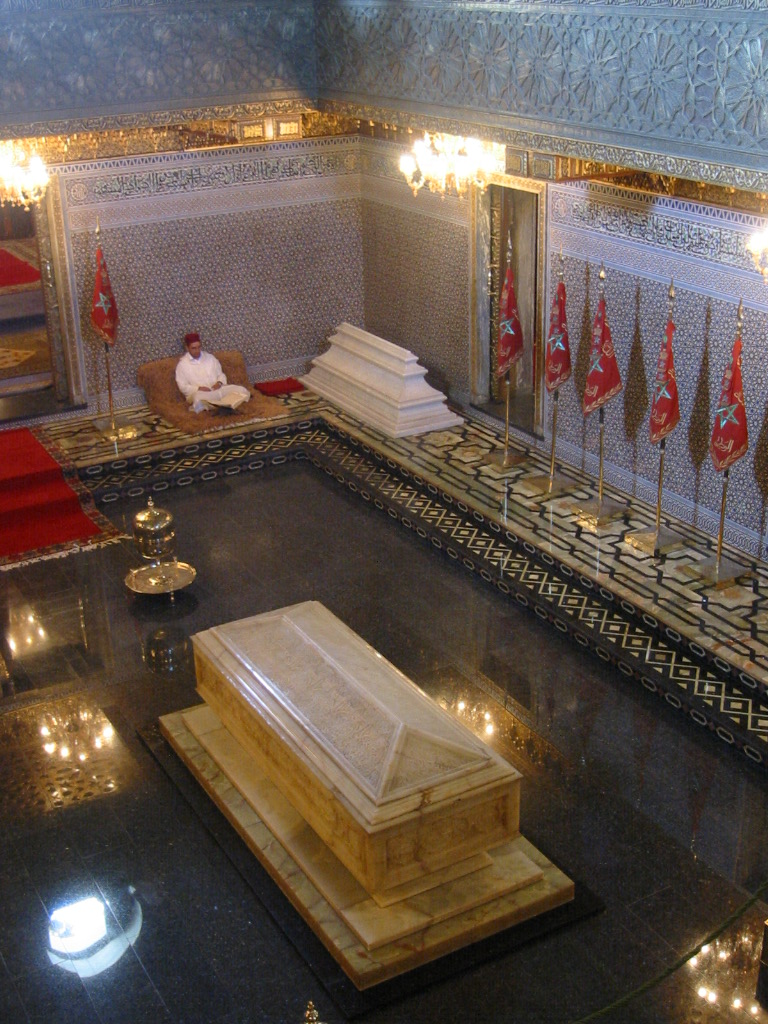
Interiorul mausoleului
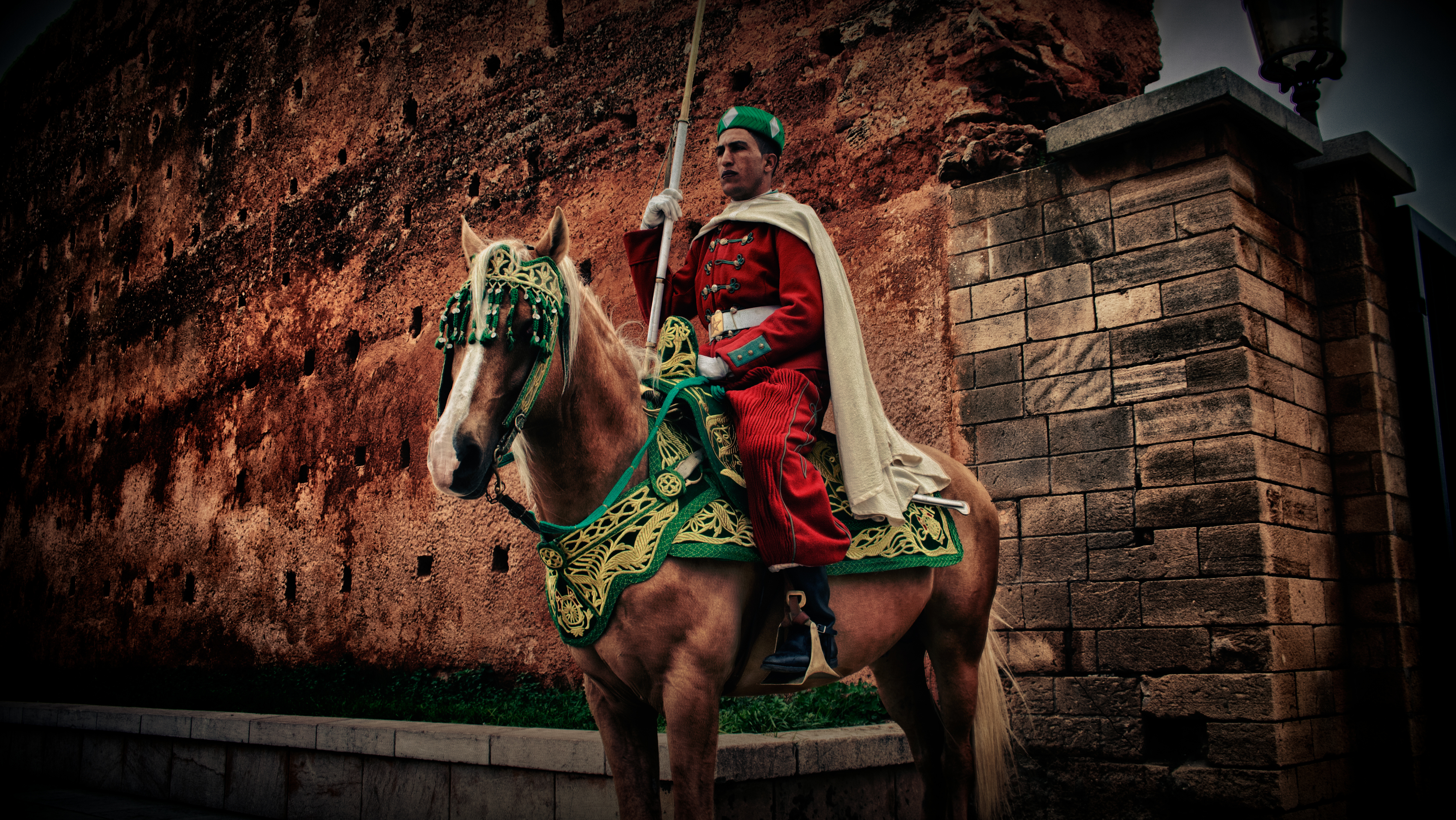
Membru al gărzii regale în fața intrării mausoleului lui Mohhamed al V-lea

## Turnul Hassan
Turnul Hassan este un minaret istoric neterminat situat în Rabat, această clădire trebuind să fie nu numai cea mai mare moschee din lume, dar și cel mai mare monument religios din lume, în secolul al XII-lea. Lucrările la această construcție au început în 1196 sub inițiativa Sultanului Abu Yusuf Yaqub al-Mansur (1184-1199), nepotul lui Abd al-Mumin, fondatorul orașului imperial Rabat în 1150, sultanul dorind ca Rabat să fie capitala imperiului său în secolul al XII-lea, care se întindea de la Tripoli (Libia) până în Castilia (Spania). Cu toate acestea, lucrarea a fost abandonată imediat după moartea sultanului în 1199. Turnul a trebuia să aibă mai mult de 80 de metri, dar a ajuns la doar 44 de metri. Clădirea a fost apoi ignorată de către succesorii lui Yaqub Al-Mansour și s-a deteriorat o dată cu trecerea timpului. În 1755, cutremurul de la Lisabona a afectat și Rabatul și a distrus cu totul colonadele esplanadei. Spațiul din jurul Turnului Hassan a fost restaurat din anii 1960 ai secolului al XX-lea.

## Galerie foto

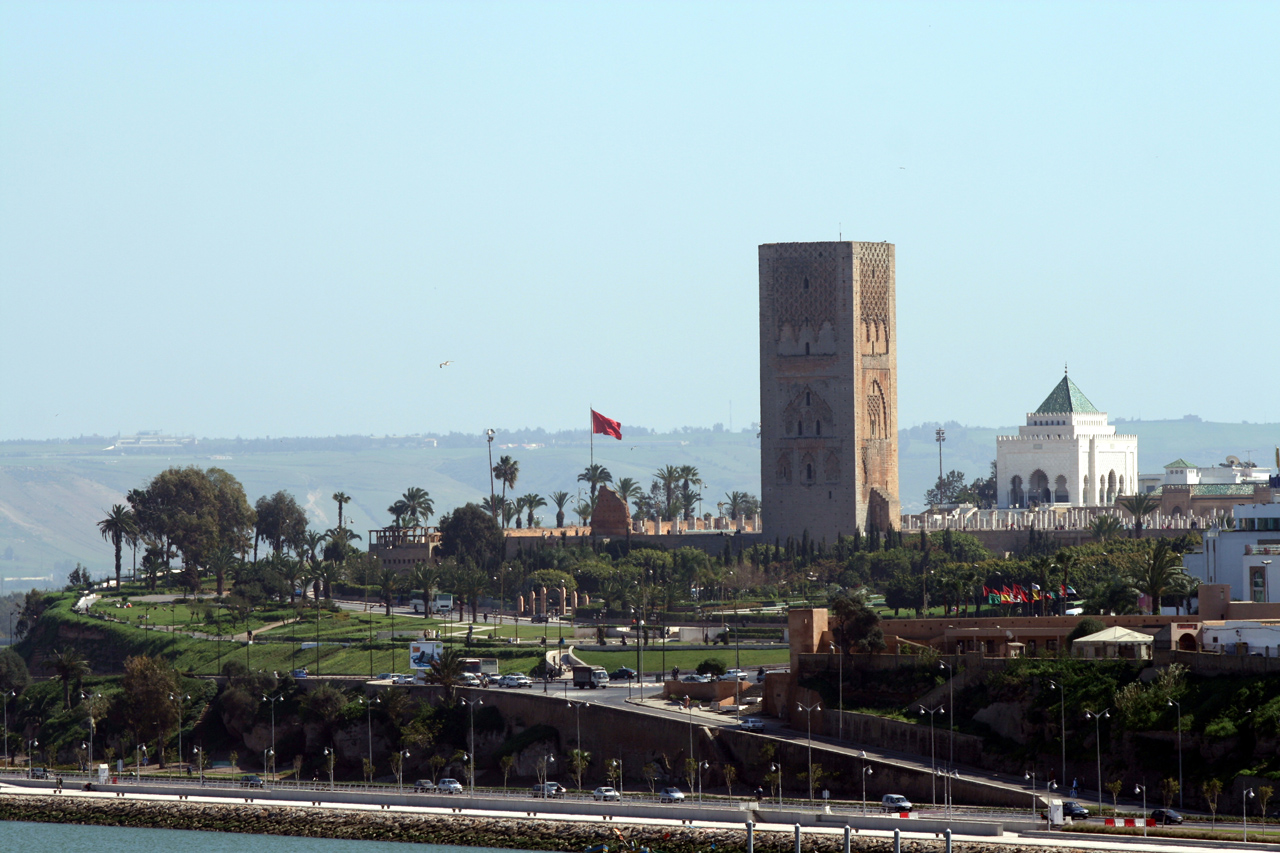
Vedere a turnului și mausoleul văzut din Salé
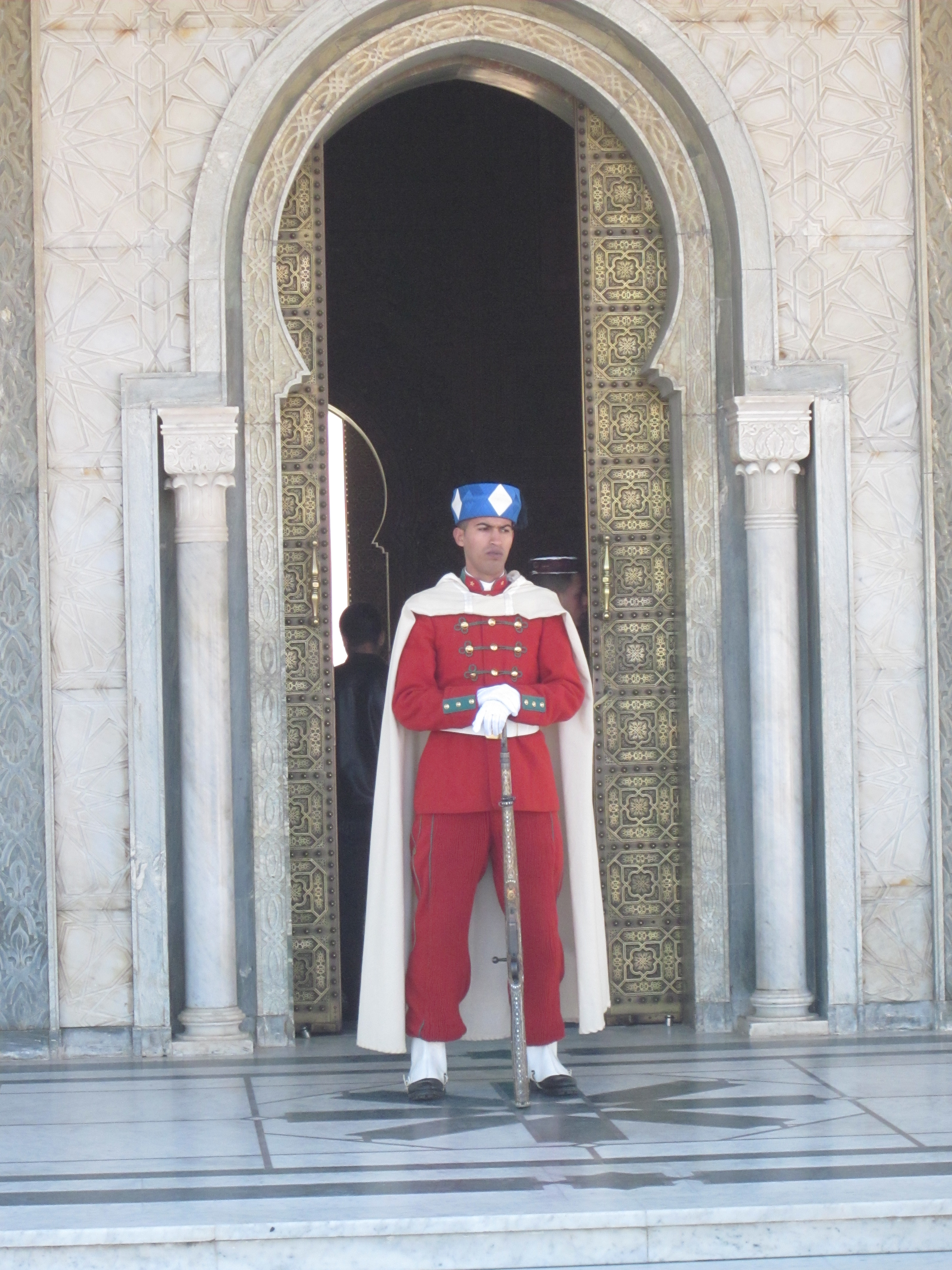
Garda regală la mausoleu